# Імені Артема (житломасив)
Володимира Великого (колишній І́мені Арте́ма, розм. — Артем)  — житловий масив довкола однойменної площі у Саксаганському районі Кривого Рогу.
Закладений у 80-х рр. ХІХ століття як гірниче селище Галковського рудника. Складався із землянок і бараків. Розвитку набув з початку 30-х рр. ХХ століття. Розбудовувався в 40-80-х рр. Центральна частина Саксаганського району.

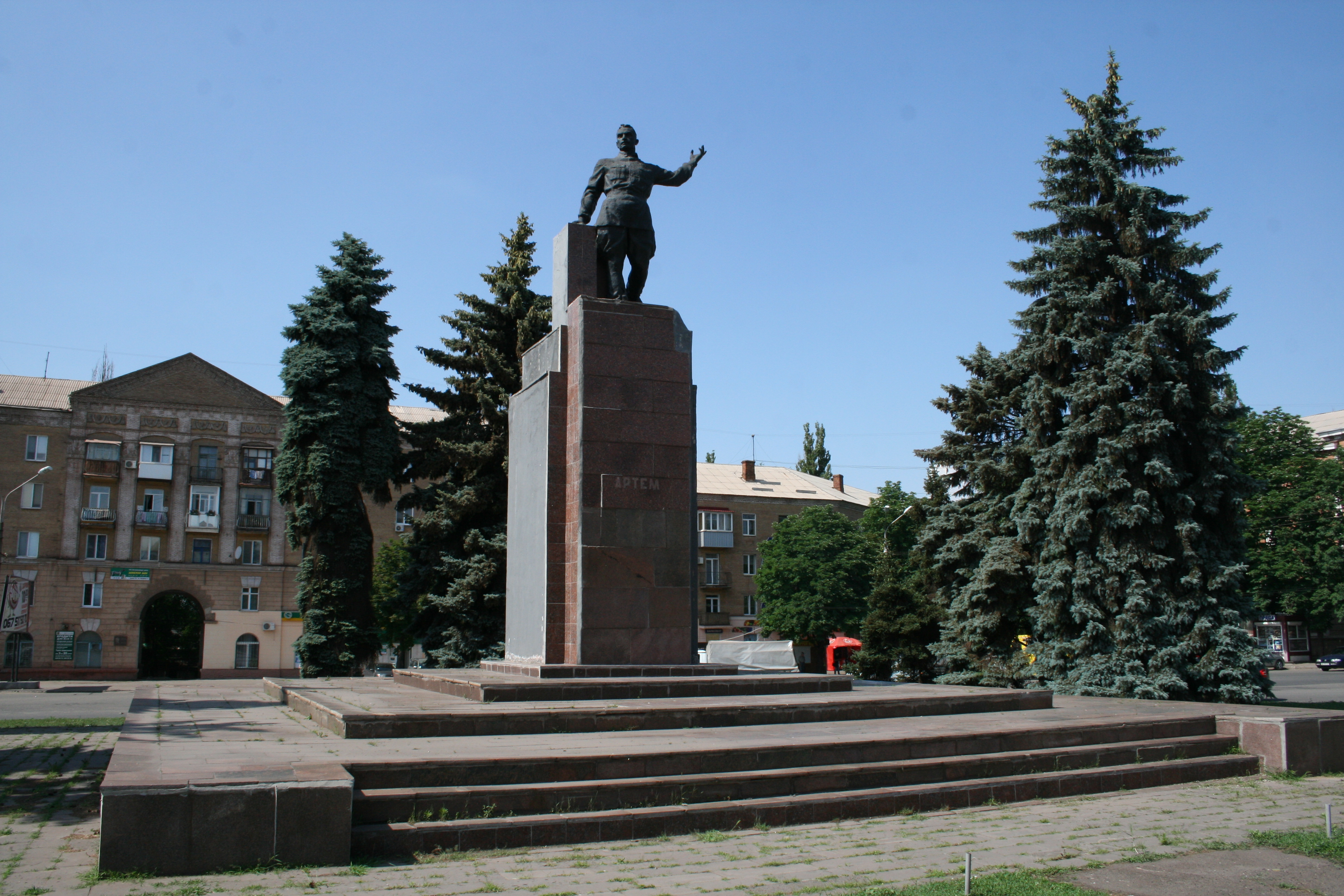
Колишній пам'ятник засновнику Донецько-Криворізької республіки Артему на площі Володимира Великого (був знесений у рамках декомунізації)

До складу входять 20 вулиць із населенням понад 20 тисяч осіб. Розташовані рудник Галковського, парк Саксаганський, сквер Героїв Чорнобиля, ресторани, магазини спорттоварів, приватні та державні медзаклади, кінотеатр «Олімп», ветклініки, СПТУ, школи, спортивні комплекси, крамниці, гіпермаркети, та інше.